# Serial Experiments Lain
Serial Experiments Lain (Nhật: シリアルエクスペリメンツレイン Hepburn: Shiriaru Ekusuperimentsu Rein, tạm dịch là "Thí nghiệm nối tiếp của Lain") là một bộ phim truyền hình anime Nhật Bản năm 1998 được sản xuất bởi Yasuyuki Ueda và Triangle Staff vẽ hoạt họa. Phim được đạo diễn bởi Ryūtarō Nakamura và do Chiaki J. Konaka biên kịch, với thiết kế nhân vật của Yoshitoshi ABe. 13 tập của bộ phim ban đầu được phát trên TV Tokyo từ ngày 6 tháng 7 đến ngày 28 tháng 9 năm 1998 và khám phá các chủ đề như thực tại, căn tính và giao tiếp cho tới triết học, lịch sử máy tính, văn học cyberpunk và thuyết âm mưu.

## Cốt truyện
Loạt phim tập trung vào Lain Iwakura, một nữ sinh trung học vị thành niên sống ở ngoại ô Nhật Bản, và giới thiệu về Wired, một mạng lưới truyền thông toàn cầu tương tự như Internet. Lain sống với gia đình thuộc tầng lớp trung lưu trong xã hội, bao gồm chị gái Mika vô cảm, người mẹ có gì đó xa cách và người cha nghiện máy vi tính; trong khi bản thân Lain lại có phần vụng về, sống nội tâm và bị cô lập về mặt xã hội với hầu hết các bạn cùng trường. Tuy nhiên, hiện trạng cuộc sống của cô càng trở nên tồi tệ bởi một loạt các sự cố kỳ lạ bắt đầu xảy ra sau khi cô biết rằng các bạn gái cùng trường của cô đã nhận được e-mail từ một học sinh tự sát, Chisa Yomoda, và cô mở máy tính lên để kiểm tra tin nhắn tương tự. Lain thấy Chisa nói với cô rằng cô không hề chết, chỉ đơn thuần là "từ bỏ tiếp xúc vật lý và thể xác" và sống chìm vào trong thế giới thực tế ảo của Wired, nơi cô tìm thấy sự toàn năng và một thế lực thần thánh gọi là "Chúa". Từ thời điểm này, Lain bị cuốn vào một loạt các sự kiện khó hiểu và siêu thực khi cô đào sâu vào bí ẩn của mạng trong một câu chuyện khám phá các chủ đề về ý thức, nhận thức và bản chất của thực tại.
"Wired" là một thế giới thực tế ảo có chứa và hỗ trợ rất nhiều tất cả các mạng và giao tiếp của con người, được tạo ra cùng điện báo, TV và dịch vụ điện thoại, và mở rộng với Internet, không gian mạng và các mạng sau này. Sê-ri giả định rằng Wired có thể được liên kết với một hệ thống cho phép giao tiếp vô thức giữa người và máy mà không cần giao diện vật lý. Cốt truyện giới thiệu một hệ thống như vậy với cộng hưởng Schumann, một đặc tính của từ trường Trái đất về mặt lý thuyết cho phép truyền thông đường dài không bị cản trở. Nếu một liên kết như vậy được tạo ra, mạng sẽ trở nên tương đương với Thực tại như là sự đồng nhất chung của tất cả các nhận thức và tri thức. Ranh giới vô hình ngày càng mỏng giữa cái thật và cái ảo/kỹ thuật số bắt đầu tan vỡ dần.
Masami Eiri được giới thiệu là giám đốc dự án của Protocol Seven (giao thức Internet thế hệ tiếp theo) cho công ty máy tính lớn có tên gọi Phòng Thí nghiệm Tổng hợp Tachibana. Ông đã bí mật đưa code của chính sáng tạo của mình để cho mình quyền kiểm soát tuyệt đối với Wired thông qua hệ thống không dây được mô tả ở trên. Sau đó, ông đã "tải lên" bộ não, lương tâm, ý thức, trí nhớ, cảm giác, cảm xúc của chính mình - vào Wired và "chết" vài ngày sau đó, chỉ để lại thể xác của ông. Những chi tiết này được tiết lộ vào khoảng giữa của loạt phim, nhưng thực chất đó là điểm bắt đầu của Serial Experiments Lain. Masami sau đó giải thích rằng Lain sự thật là một chương trình nhiễu bằng cách nào đó khiến bức tường giữa thế giới vật chất và tinh thần sẽ sụp đổ, và ông cần cô đến Wired và "từ bỏ thể xác vật lý", như ông đã làm, để thực hiện được kế hoạch của mình. Loạt phim cho thấy ông cố gắng thuyết phục cô thông qua các biện pháp can thiệp, sử dụng lời hứa về tình yêu vô điều kiện, sự cám dỗ lãng mạn và sự quyến rũ, và thậm chí, khi mọi biện pháp đều thất bại, ông đã dùng đe dọa và vũ lực.
Anime cũng đề cập đến một trò chơi trốn tìm phức tạp giữa "Knights of the Lambda Calculus", những hacker mà Masami tuyên bố là "những tín đồ sùng bái ông thành một vị thần trong Wired", và Phòng thí nghiệm tổng hợp Tachibana, nhóm cố gắng giành lại quyền kiểm soát của Protocol Seven. Cuối cùng, Lain nhận thức được, sau nhiều đấu tranh nội tâm, rằng cô có quyền kiểm soát tuyệt đối đối với tâm trí của mọi người và đối với chính thực tế. Cuộc đối thoại của cô với các phiên bản khác nhau của bản thân cho thấy cô cảm thấy xa lánh thế giới vật chất như thế nào và cô sợ sống ở Wired, nơi cô có khả năng và trách nhiệm của một nữ thần toàn năng. Trong những cảnh cuối cùng có cảnh cô xóa mọi thứ liên quan đến mình khỏi ký ức của mọi người. Cô được nhìn thấy lần cuối, không hề thay đổi, gặp lại người bạn cũ nhất và thân nhất của mình là Alice, người đã kết hôn. Lain tự hứa với bản thân rằng cô và Alice chắc chắn sẽ gặp lại nhau bất cứ lúc nào vì Lain thực sự có thể đi và trở thành bất cứ nơi nào cô muốn giữa cả hai thế giới.

## Nhân vật
Lain Iwakura (岩倉 玲音 Iwakura Rein)
Lồng tiếng bởi: Kaori Shimizu (tiếng Nhật), Ruby Marlowe (tiếng Anh)
Nhân vật chính duy nhất của loạt phim. Lain là một cô gái mười bốn tuổi, người đã khám phá ra bản chất thực sự của mình trong suốt loạt phim. Cô được miêu tả ban đầu là một học sinh trung học nhút nhát với ít bạn bè hoặc sở thích. Sau đó, cô dần phát triển nhiều tính cách táo bạo hơn, cả trong thế giới vật chất và Wired, và bắt đầu kết bạn với nhiều người hơn. Khi loạt phim tiến triển, cuối cùng cô có thể khám phá ra rằng cô thực sự là ai. Trong thực tế, cô chỉ đơn thuần là một tự chủ, một chương trình máy tính có cảm xúc tồn tại một cách vật lý và hữu hình dưới hình hài một con người, được thiết kế để cắt đứt hàng rào vô hình giữa Wired và thế giới thực. Cuối cùng, Lain được thử thách chấp nhận mình là nữ thần thực tế của Wired, trở thành một sinh vật ảo toàn năng và toàn hiện với những người tôn thờ mình, cũng như khả năng tồn tại vượt ra ngoài biên giới của thiết bị, thời gian hoặc không gian.
Masami Eiri (英利 政美 Eiri Masami)
Lồng tiếng bởi: Shō Hayami (tiếng Nhật), Sparky Thornton (tiếng Anh)
Nhà thiết kế chính của Protocol Seven. Trong quá trình làm việc cho Phòng thí nghiệm tổng hợp Tachibana, ông đã tổng hợp các code bất hợp pháp cho phép ông kiểm soát toàn bộ giao thức theo ý muốn và nhúng tâm trí và ý chí của mình vào Protocol Seven. Vì điều này, ông đã bị Phòng thí nghiệm tổng hợp Tachibana sa thải, và được phát hiện đã chết không lâu sau đó. Ông tin rằng cách duy nhất để con người phát triển hơn nữa và phát triển những khả năng thậm chí còn vượt xa kỳ vọng hơn là tự giải phóng những hạn chế về thể chất và con người của họ, và sống như những thực thể ảo, hoặc thế thân— trong Wired vĩnh cửu. Ông tuyên bố rằng mình đã từng là người tạo ra Lain, nhưng thực tế lại đứng về phía kẻ khác, kẻ đang chờ Wired đến với trạng thái hiện tại phát triển hơn.
Yasuo Iwakura (岩倉 康男 Iwakura Yasuo)
Lồng tiếng bởi: Ryūsuke Ōbayashi (tiếng Nhật), Gil Starberry (tiếng Anh)
Cha của Lain, thực chất là người giám sát cô. Đam mê máy tính và giao tiếp điện tử, ông làm việc với Masami Eiri tại Phòng thí nghiệm tổng hợp Tachibana. Ông khéo léo thúc đẩy Lain, "con gái út" của mình về phía Wired và theo dõi sự phát triển của cô cho đến khi cô ngày càng nhận thức rõ hơn về bản thân và về ý nghĩa của sự tồn tại của mình. Cuối cùng ông rời bỏ Lain, nói với cô rằng mặc dù ông không thích chơi trò chơi gia đình nhưng ông thực sự yêu thương và chăm sóc cô như một người cha thực sự. Mặc dù ông rất háo hức khi lùa Lain vào Wired nhưng ông vẫn cảnh báo cô đừng tham gia quá nhiều vào nó hoặc nhầm lẫn nó với thế giới thực.
Miho Iwakura (岩倉 美穂 Iwakura Miho)
Lồng tiếng bởi: Rei Igarashi (tiếng Nhật), Celeste Burch (tiếng Anh)
Mẹ không chính thức của Lain. Mặc dù bà rất quý Mika nhưng lại ghẻ lạnh với Lain. Cũng như chồng mình, cuối cùng bà cũng rời bỏ Lain.
Alice Mizuki (瑞城 ありす Mizuki Arisu)
Lồng tiếng bởi: Yōko Asada (tiếng Nhật), Emily Brown (tiếng Anh)
Bạn cùng lớp của Lain và là người bạn thật sự duy nhất trong suốt loạt phim. Cô rất chân thành và không có sự kỳ quặc rõ rệt. Cô là người đầu tiên cố gắng giúp Lain giao tiếp; là người rủ Lain đi chơi ở hộp đêm. Từ đó trở đi, cô cố gắng hết sức để chăm sóc Lain. Alice, cùng với hai người bạn thân nhất của cô là Julie và Reika, được Chiaki Konaka lấy cảm hứng từ tác phẩm trước đó của ông, Alice in Cyberland.
Mika Iwakura (岩倉 美香 Iwakura Mika)
Lồng tiếng bởi: Ayako Kawasumi (tiếng Nhật), Patricia Ja Lee (tiếng Anh)
Chị gái của Lain, một học sinh trung học mười sáu tuổi lãnh đạm. Cô có vẻ thích chế giễu hành vi và sở thích của Lain. Mika được Anime Revolution coi là thành viên bình thường duy nhất trong gia đình Lain: có bạn trai, ăn kiêng và thích mua sắm ở Shibuya. Tại một thời điểm nhất định trong loạt phim, cô trở nên bị tổn thương nặng nề bởi ảo giác bạo lực; Trong khi Lain bắt đầu tự do đi sâu vào Wired, Mika được đưa đến đó bởi sự gần gũi của cô với Lain, và cô bị mắc kẹt giữa thế giới thực và Wired.
Taro (タロウ Tarō)
Lồng tiếng bởi: Keito Takimoto (tiếng Nhật), Ian Hawk (tiếng Anh)
Một cậu bé tầm tuổi Lain. Thỉnh thoảng cậu làm việc cho Knights để tìm ra "sự thật". Mặc dù vậy, cậu vẫn chưa được làm thành viên, và không biết gì về ý định thực sự của họ. Taro yêu thích các trò chơi VR và đi chơi cả ngày tại Cyberia với bạn bè của cậu, Myu-Myu và Masayuki. Cậu sử dụng công nghệ đặc biệt, chẳng hạn như Handi Navi tùy chỉnh và kính video. Taro tự hào về sự ẩn danh trên internet của mình và còn yêu cầu Lain cho cậu hẹn hò với nhân cách trên Wired của cô để đổi lấy thông tin.
Nhân viên văn phòng
Lồng tiếng bởi: Shigeru Chiba (tiếng Nhật), Richard Plantagenet (tiếng Anh)
Một giám đốc điều hành hàng đầu từ Phòng thí nghiệm tổng hợp Tachibana. Ông có những công việc mật, mà ông thực hiện với sự giúp đỡ của Người áo đen. Ông luôn mong chờ sự xuất hiện của một vị thần thực sự thông qua Wired, và là người đứng sau vụ ám sát hàng loạt các Knights. Có nhiều điều ông không biết về Lain, nhưng ông thà đặt câu hỏi về cô còn hơn là tiết lộ công việc mật của mình.
Người áo đen
Karl Haushoffer (カール・ハウスホッファ Kāru Hausuhoffa), Lồng tiếng bởi: Takumi Yamazaki (tiếng Nhật), James Lyon (tiếng Anh)
Lin Suixi, Lồng tiếng bởi: Jouji Nakata (tiếng Nhật), Robert Wicks (tiếng Anh)
Người áo đen làm việc cho "Nhân viên văn phòng" nói trên trong việc truy tìm và sát hại tất cả các thành viên của Knight. Họ không được cho biết kế hoạch thực sự, nhưng họ biết rằng Masami Eiri có liên quan bằng cách nào đó, mặc dù đã bị "giết". Họ thấy không cần một vị Thần toàn năng, quyền năng—huống hồ là Lain—trong Wired.
Chisa Yomoda (四方田 千砂 Yomoda Chisa)
Lồng tiếng bởi: Sumi Mutoh (tiếng Nhật), Lia Sargent (tiếng Anh)
Một cô gái tuổi teen đã tự tử vào đầu bộ truyện. Sau khi chết, cô gửi email cho Lain, Julie và một vài đứa trẻ khác, nói rằng cô vẫn còn sống trong Wired.
Reika Yamamoto (山本 麗華 Yamamoto Reika)
Lồng tiếng bởi: Chiharu Tezuka (tiếng Nhật), Lenore Zann (tiếng Anh)
Một trong những người bạn của Alice từ trường. Cô dường như không quan tâm đến Lain, mặc dù quấy rối Lain khá nhiều. Cô có phần nghiêm trọng hơn Julie, và cũng có phần đê tiện hơn.
Julie Kato (加藤 樹莉 Katō Juri)
Lồng tiếng bởi: Manabi Mizuno (tiếng Nhật), Alexis A. Edwards (tiếng Anh)
Một người bạn khác của Alice. Cô cũng quấy rối Lain, nhưng không nghiêm trọng như Reika. Cô thỉnh thoảng thiếu tinh tế với cảm xúc của người khác.
Masayuki (マサユキ)
Lồng tiếng bởi: Sora Fujima
Người bạn thân nhất của Taro. Cậu thường được nhìn thấy đi chơi với Taro và Myu-Myu.
Myu-Myu (ミューミュウ Myūmyuu)
Lồng tiếng bởi: Yuki Yamamoto (tiếng Nhật), Sandy Fox (tiếng Anh)
Một cô gái trẻ đi chơi với Taro và Masayuki tại Cyberia Café. Cô có tình cảm với Taro, vì vậy cô ghen khi cậu tán tỉnh Lain.
Người dẫn chuyện
Lồng tiếng bởi: Takashi Taniguchi (tiếng Nhật), George C. Cole (tiếng Anh)

## Sản xuất
Serial Experiments Lain là bản gốc nên nó bị coi là "một rủi ro to lớn" của nhà sản xuất Yasuyuki Ueda.
Nhà sản xuất Ueda đã phải trả lời các truy vấn lặp đi lặp lại về một tuyên bố được đưa ra trong một cuộc phỏng vấn Animerica. Tuyên bố gây tranh cãi cho biết Lain là "một loại chiến tranh văn hóa chống lại văn hóa Mỹ và ý thức về các giá trị của Mỹ mà chúng tôi [Nhật Bản] đã phải tiếp nhận sau Thế chiến II ". Sau đó, ông đã giải thích trong nhiều cuộc phỏng vấn rằng ông đã tạo ra Lain với một tập hợp các giá trị mà rõ ràng là của người Nhật; ông hy vọng người Mỹ sẽ không hiểu loạt phim như người Nhật. Điều này sẽ dẫn đến một "cuộc chiến ý tưởng" về ý nghĩa của anime, hy vọng sẽ đạt đến đỉnh cao trong giao tiếp mới giữa hai nền văn hóa. Khi ông nhận ra rằng khán giả Mỹ giữ quan điểm tương tự về loạt phim như người Nhật, ông đã thật sự thất vọng.
Nhượng quyền Lain ban đầu được hình thành để kết nối trên các hình thức truyền thông (anime, trò chơi điện tử, manga). Nhà sản xuất Yasuyuki Ueda đã trả lời trong một cuộc phỏng vấn, "cách tiếp cận tôi thực hiện cho dự án này là truyền đạt bản chất của công việc bằng tổng số lượng sản phẩm truyền thông". Kịch bản cho trò chơi điện tử được viết đầu tiên và trò chơi điện tử được sản xuất cùng lúc với bộ anime, mặc dù bộ này được phát hành đầu tiên. Một doujinshi có tựa đề "The Nightmare of Fabrication" được sản xuất bởi Yoshitoshi ABe và được phát hành bằng tiếng Nhật trong cuốn sách artbook Omnipresence in the Wired. Ueda và Konaka tuyên bố trong một cuộc phỏng vấn rằng ý tưởng về một dự án đa phương tiện không phải là bất thường ở Nhật Bản, trái ngược với nội dung của Lain và cách họ tiếp xúc.

### Kịch bản
Các tác giả đã được hỏi trong các cuộc phỏng vấn liệu họ có ảnh hưởng bởi Neon Genesis Evangelion trong các chủ đề và thiết kế đồ họa. Điều này đã bị nhà văn Chiaki J. Konaka từ chối thẳng thừng trong một cuộc phỏng vấn, cho rằng ông đã không biết đến Evangelion cho đến khi ông hoàn thành phần thứ tư của Lain. Là một nhà biên kịch phim kinh dị, ông chịu ảnh hưởng bởi Godard (đặc biệt là phong cách sử dụng kiểu chữ trên màn hình), The Exorcist, Hell House và House of Dark Shadows của Dan Curtis. Tên của Alice, cũng như tên của hai người bạn của cô là Julie và Reika, đến từ một sản phẩm trước đó từ Konaka, Alice in Cyberland, do đó chịu ảnh hưởng phần lớn bởi Alice in Wonderland. Khi loạt phim được phát triển, Konaka "ngạc nhiên" khi thấy nhân vật của Alice trở nên gần gũi với nhân vật Wonderland ban đầu như thế nào.

Máy tính tùy chỉnh của Lain có màn hình ba chiều và làm mát carbon dioxide lỏng.

Vannevar Bush (và memex), John C. Lilly, Timothy Leary và mô hình ý thức tám mạch của ông, Ted Nelson và Project Xanadu được trích dẫn là tiền thân của Wired. Douglas Rushkoff và cuốn sách Cyberia của ông ban đầu được trích dẫn như vậy, và trong Lain, Cyberia trở thành tên của một hộp đêm có nhiều hacker và giang hồ công nghệ vị thành niên. Tương tự như vậy, loạt deus ex machina nằm trong sự kết hợp của cộng hưởng Schumann và vô thức tập thể của Jung (các tác giả đã chọn thuật ngữ này dựa trên Kabbalah và Akashic Record). Majestic 12 và sự cố UFO Roswell được sử dụng như những ví dụ về cách một trò lừa bịp có thể ảnh hưởng đến lịch sử như thế nào, ngay cả khi đã bị phơi bày như vậy, bằng cách tạo ra các tiểu văn hóa.  Điều này một lần nữa liên kết với Vannevar Bush, được cho là "bộ não" của MJ12. Hai trong số các tài liệu tham khảo văn học trong Lain được trích dẫn thông qua cha của Lain: lần đầu tiên ông đăng nhập vào một trang web với mật khẩu "Think Bule Count One Tow" ("Think Blue, Count Two" là một câu chuyện nối tiếp tác phẩm khoa học viễn tưởng Instrumentality of Mankind kể về những con người ảo được chiếu như người thật trong tâm trí của mọi người); và câu nói của ông "bánh madeleines sẽ tốt khi dùng với trà" trong tập cuối khiến Lain "có lẽ là biếm họa duy nhất ám chỉ Proust".

### Thiết kế nhân vật

ABe nghĩ ra tóc của Lain bằng cách tưởng tượng Lain tự cắt nó và làm một cái đuôi ngựa của những gì còn lại. Điều này sau đó đã được đề cập đến trong sách artbook của ông Omnipresence in the Wired.

Yoshitoshi ABe thú nhận rằng chưa bao giờ đọc truyện tranh khi còn nhỏ, vì nó là thứ gì đó "bị cấm đụng tới" trong gia đình ông. Ảnh hưởng lớn của ông là "tự nhiên và mọi thứ xung quanh ông". Nói riêng về nhân vật Lain, ABe được truyền cảm hứng từ Kenji Tsuruta, Akihiro Yamada, Range Murata và Yukinobu Hoshino. Ở một góc nhìn rộng hơn, ông đã bị ảnh hưởng bởi phong cách và kỹ thuật của mình bởi các nghệ sĩ Nhật Bản Chinai-san và Tabuchi-san.
Thiết kế nhân vật của Lain không phải là trách nhiệm của ABe. Ví dụ, chùm tóc phía bên trái đặc biệt của cô là yêu cầu từ Yasuyuki Ueda. Mục tiêu là tạo ra sự bất đối xứng để phản ánh bản tính vụng về và hay lúng túng của Lain. Nó được thiết kế như một biểu tượng thần bí, vì nó được cho là để ngăn tiếng nói và tinh thần không được nghe bằng tai trái. Bộ đồ ngủ gấu cô mặc là yêu cầu của đạo diễn hoạt hình nhân vật Takahiro Kishida. Mặc dù gấu là thương hiệu của anh em Konaka, nhưng Chiaki Konaka ban đầu phản đối ý tưởng này. Giám đốc Nakamura sau đó giải thích làm thế nào để mô típ gấu có thể được sử dụng như một lá chắn cho sự đối diện của cô với gia đình. Đây là một yếu tố chính trong thiết kế của Lain phiên bản "thế giới thực" nhút nhát.  Khi lần đầu tiên đến hộp đêm Cyberia, cô đội mũ gấu vì những lý do tương tự.  Khi nhìn lại, Konaka nói rằng bộ đồ ngủ của Lain đã trở thành một yếu tố chính trong việc thu hút những người hâm mộ yếu tố moe của loạt phim, và nhận xét rằng "những món đồ như vậy cũng có thể quan trọng khi làm anime".
Thiết kế ban đầu của ABe thường phức tạp hơn những gì cuối cùng xuất hiện trên màn hình. Ví dụ, kẹp tóc hình chữ X là một mô hình liên kết vàng đan xen. Các liên kết sẽ mở bằng một cái búng tay hoặc xoay quanh một trục cho đến khi "X" trở thành "=". Điều này không được sử dụng vì không có cảnh Lain gỡ kẹp tóc ra.

### Chủ đề
Serial Experiment Lain không phải là một câu chuyện tuyến tính thông thường, mà là "một anime cải tiến, với chủ đề hiện đại và hiện thực hóa". Các chủ đề bao gồm từ thần học đến tâm lý và được xử lý theo một số cách: từ đối thoại cổ điển đến nội tâm chỉ bằng hình ảnh, thông qua việc chất vấn trực tiếp các nhân vật tưởng tượng.
Giao tiếp, theo nghĩa rộng hơn, là một trong những chủ đề chính của loạt phim, không chỉ trái ngược với sự cô đơn, mà còn là một chủ đề trong chính nó. Nhà văn Konaka cho biết ông muốn trực tiếp "truyền đạt cảm xúc của con người". Đạo diễn Nakamura muốn cho khán giả thấy - và đặc biệt là người xem trong khoảng từ 14 đến 15 "cái nhìn đa chiều của chủ thể hiện sinh: mối quan hệ giữa bản thân và thế giới ".
Cô đơn, nếu chỉ đại diện cho sự thiếu giao tiếp, được tái phát thông qua Lain. Bản thân Lain (theo Anime Jump) "gần như trong thân tâm vô cùng đau đớn khi không có bạn bè để nói chuyện ở trường, một người chị hợm hĩnh, khinh thường, một người mẹ thờ ơ kỳ lạ và một người cha dường như muốn quan tâm nhưng lại quá bận rộn để dành thời gian với cô ". Tình bạn bật lên tin đồn đầu tiên; và bài hát duy nhất của loạt phim có tên Kodoku no shigunaru, nghĩa đen là "tín hiệu của sự cô đơn".

Các nhân cách khác nhau của Lain có tên của họ được viết bằng các tập lệnh khác nhau.

Bệnh tâm thần, đặc biệt là rối loạn đa nhân cách, là một chủ đề quan trọng trong Lain: nhân vật chính liên tục phải đối diện với những bản ngã khác nhau, đến mức mà nhà văn Chiaki Konaka và nữ diễn viên lồng tiếng của Lain, Kaori Shimizu phải đồng ý chia nhỏ các cuộc đối thoại của nhân vật thành ba hình chữ nhật khác nhau.  Ba cái tên chỉ định các "phiên bản" riêng biệt của Lain: phiên bản thế giới thực, Lain khá "trẻ con", hay ngại ngùng và thích đồ ngủ gấu. Phiên bản Lain "cải tiến", nhân cách cách trên Wired của cô, dũng mãnh và đa nghi. Cuối cùng, phiên bản Lain "ác nhân" là ranh mãnh và quỷ quyệt, và làm mọi cách cô có thể để làm hại Lain hoặc những người thân cận với cô. Như một quy ước viết, các tác giả đánh vần tên tương ứng của họ bằng chữ Hán, katakana và ký tự La Mã (xem hình).
Hiện thực không bao giờ có sự giả vờ khách quan trong Lain. Sự chấp thuận của thuật ngữ này đã tranh đấu trong suốt cả loạt phim, chẳng hạn như thực tại "tự nhiên", được xác định thông qua đối thoại bình thường giữa các cá nhân; thực tại vật chất; và thực tại khắc nghiệt, được thực hiện bởi một người vào tâm trí của người khác. Một cuộc tranh luận quan trọng đối với tất cả các diễn giải trong loạt phim là liệu vật chất được chảy ra từ ý thức hay ngược lại. Các nhân viên sản xuất cẩn thận tránh "cái gọi là Quan điểm của Mắt Chúa" để làm rõ "tầm nhìn hạn chế" của thế giới trong Lain.
Thần học cũng đóng một phần trong sự phát triển của câu chuyện. Lain đã đặt câu hỏi về khả năng của một tinh thần vô hạn trong một cơ thể hữu hạn. Từ sự tự nhận thức của thánh nữ cho đến quyết định phản Chúa trời, tôn giáo vì thế cũng là một phần cố hữu của hậu cảnh Lain.

### Máy tính Apple
Lain chứa các tài liệu tham khảo rộng rãi liên quan đến máy tính Apple, vì thương hiệu được sử dụng vào thời điểm đó bởi hầu hết các nhân viên sáng tạo, chẳng hạn như nhà biên kịch, nhà sản xuất và nhóm đồ họa. Như một ví dụ, tiêu đề ở đầu mỗi tập phim được công bố bởi chương trình tổng hợp giọng nói của máy tính Apple, bằng cách sử dụng giọng nói "Whisper", ví dụ như say -v Whisper "Weird: Layer zero one". Tachibana Industries, công ty tạo ra máy tính NAVI, có liên quan đến máy tính Apple: "tachibana" có nghĩa là "quýt" trong tiếng Nhật. NAVI là tên viết tắt của Knowledge Navigator và HandiNAVI dựa trên Apple Newton, một trong những chiếc PDA đầu tiên trên thế giới. Các NAVI được xem là điều hành "Copland OS Enterprise" (tham chiếu đến Copland là một sáng kiến của Konaka, một người hâm mộ Apple đã tuyên bố),  và NAVI của Lain và Alice tương tự như Kỷ niệm Macintosh lần thứ hai mươi và iMac. Ngôn ngữ lập trình HandiNAVI, như đã thấy trong tập thứ bảy, là tiếng địa phương của Lisp. Lưu ý rằng Newton cũng đã sử dụng tiếng địa phương Lisp (NewtonScript). Chương trình được gõ bởi Lain có thể được tìm thấy trong kho lưu trữ CMU AI; đây là một sự thêm vào đơn giản của Trò chơi cuộc sống của Conway trong Common Lisp.
Trong một loạt các hình ảnh bị ngắt kết nối, một khẩu hiệu quảng cáo iMac và Think Different xuất hiện trong một thời gian ngắn xen giữa giọng nói Whisper. Đây là một phần chèn không được yêu cầu từ nhóm đồ họa, cũng là những người đam mê Mac. Những ám chỉ tinh tế khác có thể được tìm thấy: "Đóng thế giới lại, Mở nExt" là khẩu hiệu cho trò chơi điện tử Serial Experiments Lain. NeXT là công ty sản xuất NeXTSTEP, sau này phát triển thành Mac OS X sau khi Apple mua NeXT. Một ví dụ khác là "To Be Continued." ở phần cuối của tập 1-12, với một "B" màu xanh và một "e" màu đỏ trên "Be": "Be" là biểu trưng ban đầu của Be Inc., một công ty được thành lập bởi cựu nhân viên Apple và chính NeXT trở thành đối thủ cạnh tranh trong thời đại của nó.

## Lịch sử phát sóng và phát hành
Serial Experiment Lain được phát sóng lần đầu tiên trên TV Tokyo vào ngày 6 tháng 7 năm 1998 và kết thúc vào ngày 28 tháng 9 năm 1998 với tập thứ mười ba và cuối cùng. Bộ này bao gồm 13 tập (được gọi trong sê-ri là "Lớp") mỗi tập 24 phút, ngoại trừ tập thứ sáu, Kids (23 phút 14 giây). Tại Nhật Bản, các tập đã được phát hành dưới dạng LD, VHS và DVD với tổng cộng năm tập. Một phần tổng hợp DVD có tên "Serial Experiments Lain DVD-BOX Яesurrection" đã được phát hành cùng với một DVD quảng cáo có tên " LPR-309 " vào năm 2000. Vì bộ hộp này hiện đã ngừng sản xuất, một bộ phát lại đã được thực hiện vào năm 2005 có tên là "Serial Experiments Lain TV-BOX". Một bộ DVD gồm 4 tập được phát hành tại Mỹ bởi Pioneer/Geneon. Một bản phát hành Blu-ray của anime đã được thực hiện vào tháng 12 năm 2009 có tên là "Serial Experiments Lain Blu-ray Box | RESTORE ". Bộ anime đã trở lại trên truyền hình Mỹ vào ngày 15 tháng 10 năm 2012 trên Funimation Channel. Chủ đề mở đầu của sê-ri, "Duvet", được viết lời và biểu diễn bởi Jasmine Rodgers và ban nhạc Bôa của Anh. Chủ đề kết thúc, "Distant Scream" (遠い叫び Tōi Sakebi), được viết lời và sáng tác bởi Reichi Nakaido.
Bộ anime đã được cấp phép tại Bắc Mỹ bởi Pioneer Entertainment (sau này là Geneon USA) trên VHS, DVD và LaserDisc vào năm 1999. Tuy nhiên, công ty đã đóng cửa bộ phận Hoa Kỳ vào tháng 12 năm 2007 và kết quả là bộ phim không còn xuất bản nữa. Tuy nhiên, tại Anime Expo 2010, nhà phân phối Funimation của Bắc Mỹ tuyên bố rằng họ đã nhận được giấy phép cho bộ truyện và phát hành lại vào năm 2012. Nó cũng được phát hành tại Singapore bởi Odex.

### Danh sách tập anime
| Tập | Tiêu đề         | Đạo diễn          | Ngày phát sóng ban đầu |
| --- | --------------- | ----------------- | ---------------------- |
| 1 | "Kỳ dị"         | Ryūtarō Nakamura  | 6 tháng 7 năm 1998     |
| Một nữ sinh trung học tự tử bằng cách nhảy xuống sân thượng vào đêm khuya. Một tuần sau, các học sinh nhận được email từ cô gái tên Chisa Yomoda, cô tuyên bố rằng cô chỉ từ bỏ cơ thể của mình nhưng thực sự vẫn còn sống trong thế giới ảo có tên Wired, nói rằng có một vị thần tồn tại ở đó. Sau khi nhận được một trong những email này, Lain Iwakura, mười bốn tuổi hướng nội trở nên thích thú với máy tính hơn và hỏi người cha rành công nghệ của cô, Yasuo Iwakura về một hệ thống máy tính mới của NAVI. Khi cô trở lại trường vào ngày hôm sau, bảng đen trong lớp học viết một thông điệp ảo mà chỉ có cô mới thấy, mời cô đến Wired ngay khi có thể. Thông điệp đó được viết bởi chính Chisa. |                 |                   |                        |
| 2 | "Cô gái"        | Ryūtarō Nakamura  | 13 tháng 7 năm 1998    |
| Trong một hộp đêm công nghệ có tên là Cyberia, một người đàn ông mua một loại thuốc nanomachine có tên là Accela. Trên đường đến trường vào ngày hôm sau, Alice Mizuki, cùng với những người bạn của cô là Julie và Reika nói với Lain rằng họ đã nhìn thấy cô trong chuyến thăm đầu tiên đến Cyberia nhưng với một cá tính sôi nổi và mạnh mẽ hơn nhiều. Lain đã cùng cha cô thiết lập hệ thống máy tính NAVI của cô tại nhà vào tối hôm đó. Sau một vài lần thuyết phục, Lain quyết định nhập hội với Alice tại Cyberia tối hôm đó để chứng minh rằng cô chưa từng đến đó. Tuy nhiên, Lain bị dính líu vào một vụ xả súng trong câu lạc bộ bởi chính người đàn ông đã sử dụng thuốc Accela. Cô tiếp cận người đàn ông, nói rằng mọi người đều được kết nối trong Wired cho dù họ ở đâu. Điều này dẫn đến việc người đàn ông tự bắn mình để giải thoát khỏi cú sốc và chấn thương tâm lý. |                 |                   |                        |
| 3 | "Linh hồn"      | Jōhei Matsuura    | 20 tháng 7 năm 1998    |
| Ngày hôm sau, Lain bị người mẹ lạnh lùng Miho Iwakura trách mắng vì thức dậy quá muộn. Khi rời khỏi nhà, cô tin rằng mình đang bị theo dõi khi nhìn thấy một chiếc ô tô màu đen đậu gần nhà. Hơn nữa, cô nghe thấy một giọng nói gọi cô khi cô bước vào tàu, nói với cô rằng cô không cô đơn. Cuộc sống của cô bị rơi vào tình trạng hỗn loạn hơn nữa khi cô phát hiện ra mình bị cắm lén một con chip máy tính. Cô hỏi cha cô đó là gì nhưng ông trả lời là ông không biết. Khi cô đến gặp Taro, cùng với những người bạn Myu-Myu và Masayuki tại Cyberia, cậu nhớ lại đã từng thấy nhân cách Lain trên Wired một lần, nhận thấy nhân cách trên Wired của cô hoàn toàn trái ngược với nhân cách trong thế giới thực bị kìm hãm của cô. Mika Iwakura, chị gái của Lain, trở về nhà vào ngày hôm sau, chỉ để thấy Lain không giống như thường ngày khi cô bắt đầu sửa đổi và nâng cấp hệ thống máy tính NAVI của mình. |                 |                   |                        |
| 4 | "Tín ngưỡng"    | Akihiko Nishiyama | 27 tháng 7 năm 1998    |
| Tin đồn lan ra khắp trường và trên Wired liên quan đến vụ việc nhiều học sinh cuối cấp của các trường trung học khác nhau tự tử, với mỗi người chết đều nghiện trò chơi hành động trực tuyến có tên PHANTOMa. Cảm thấy kỳ lạ, Lain điều tra chỉ để phát hiện ra rằng trò chơi đã bị trục trặc với trò chơi trốn tìm dành cho trẻ em, cô bé đã cảm thấy sợ hãi trước cái chết của họ. Hơn nữa, cô phát hiện ra rằng những cái chết rất có thể do nhóm hacker bí ẩn được gọi là Knights of the Eastern Calculus. Vào buổi tối hôm đó, cô cảm nhận được sự hiện diện của Người áo đen, kẻ đã theo dõi cô trước đó. Khi cô bảo bọn chúng đi đi, một làn sóng âm thanh xuyên qua cửa sổ của cô, khiến chúng ngã ngửa và buộc phải lái xe chạy đi. |                 |                   |                        |
| 5 | "Biến dạng"     | Masahiko Murata   | 3 tháng 8 năm 1998     |
| Giữa các vụ việc xảy ra xung quanh Tokyo có hệ thống truyền thông tin giao thông bị hacker tấn công để gây ra tai nạn có chủ ý, Lain trải qua một loạt ảo giác dạy cho cô biết bản chất của Wired có mối liên quan đến thế giới thực, bởi các vật vô tri trong phòng và cuối cùng là cha mẹ cô. Trong khi đó, Mika bị khủng bố tinh thần khi các Knight liên tục giao tiếp với cô theo những cách khác thường để cô "thực hiện lời tiên tri". |                 |                   |                        |
| 6 | "KIDS"          | Ryūtarō Nakamura  | 10 tháng 8 năm 1998    |
| Vào ban đêm, khi Yasuo kiểm tra Lain, ông thấy một sự thay đổi đáng kể trong cách sắp xếp phòng của cô và những nâng cấp trên hệ thống máy tính NAVI của cô khiến ông trở nên lo lắng. Khi Lain đi chơi với Alice cùng với Julie và Reika ở một quận, cô nhận thấy rằng bọn trẻ đang nhìn lên trời và giơ tay, chỉ để nhận ra rằng chúng đang nhìn vào hình ảnh của mình xuất hiện trên bầu trời. Lain tìm kiếm lý do đằng sau những sự việc kỳ lạ và tìm thấy Giáo sư Hodgeson, kẻ tạo ra KIDS, một thí nghiệm bắt đầu từ mười lăm năm trước nhằm thu thập năng lượng tâm linh từ bọn trẻ và lưu trữ chúng, hậu quả của dự án là đã hủy hoại bọn trẻ. Bây giờ có vẻ như các Knight đã nắm được sơ đồ của dự án. Khi những Người áo đen trở về, Lain đi ra ngoài để gặp họ. Hệ thống làm mát trong phòng cô bị phát nổ, khiến Người áo đen xác nhận rằng các Knight đã cấy một quả bom ký sinh ở đó. |                 |                   |                        |
| 7 | "XÃ HỘI"        | Jōhei Matsuura    | 17 tháng 8 năm 1998    |
| Khi Lain ngày càng tham gia nhiều hơn vào thế giới Wired, mặc dù ở nhà và ở trường, Alice bắt đầu lo lắng về việc cô sẽ thu mình một lần nữa. Được biết, các Knight đã phá vỡ tường lửa của trung tâm kiểm soát thông tin của Wired. Khi hoạt động của các Knight bắt đầu lộ diện, mạng lưới đã bắt đầu tìm kiếm Lain. Người áo đen yêu cầu Lain theo họ đến một văn phòng trong Phòng thí nghiệm tổng hợp Tachibana, nơi những Nhân viên văn phòng phụ trách những Người áo đen, sau khi cô giúp sửa máy tính, cho thấy Lain phóng chiếu bản thân vào Wired xóa sổ các thành viên của Knight. Sau khi Nhân viên văn phòng suy luận rằng Lain trong thế giới thực và trong Wired là một và giống nhau, ông hỏi cô về nguồn gốc của mình. Tuy nhiên, cô suy sụp vì không biết, thay đổi tính cách rụt rè của mình thành nghiêm túc hơn trước khi cô bước ra khỏi phòng. |                 |                   |                        |
| 8 | "TIN ĐỒN"       | Shigeru Ueda      | 24 tháng 8 năm 1998    |
| Gần đây, gia đình của Lain đã hành động kỳ lạ, khiến cô rất ngạc nhiên. Sau khi điều tra thêm, Lain không tin rằng cô toàn năng ở Wired, trong khi cô chỉ là một cơ thể, ít nhiều là một hình chiếu của chính cô, trong thế giới thực. Một tin đồn được lan truyền trên Wired về việc Alice có những ảo tưởng tình dục về một giáo viên nam, và một câu chuyện thứ hai kể rằng Lain đã lan truyền câu chuyện đó. Để đối diện với sự đau buồn vì bị ruồng bỏ, lần đầu tiên Lain hành động trực tiếp vào thực tế, phát hiện ra rằng cô có thể "xóa" sự kiện của những tin đồn. Một bản sao giống hệt cô với trái tính trái nết của nó bắt đầu xuất hiện thường xuyên hơn, điều đó khiến cô hoài nghi về sự tồn tại của chính mình. |                 |                   |                        |
| 9 | "GIAO THỨC"     | Akihiko Nishiyama | 31 tháng 8 năm 1998    |
| Xuyên suốt tập phim, thông tin cá nhân đã được hiển thị từ "tài liệu lưu trữ". Thông tin liên quan đến sự cố UFO Roswell, tổ chức Majestic 12, được thành lập bởi tổng thống Hoa Kỳ Harry S. Truman, kỹ sư Vannevar Bush, người đã phát triển cái gọi là memex, bác sĩ John C. Lilly, người đã thực hiện thí nghiệm giao tiếp ở loài cá heo, người tiên phong Ted Nelson, người sáng lập ra Dự án Xanadu và các cộng hưởng Schumann đều được đề cập, giải thích làm thế nào ý thức của con người có thể được truyền đi thông qua mạng mà không cần sử dụng thiết bị. Cũng lưu ý đến cái chết đột ngột của người đàn ông tên là Masami Eiri. Trong thời gian đó, Lain có được một vi mạch máy tính từ J.J., một DJ của Cyberia. Sau đó, cô mời Taro "hẹn hò" với cô nhưng sau đó lại dẫn cậu về nhà, hỏi cậu về con vi mạch. Sau khi trở nên sợ hãi, cậu thừa nhận đó là một mã máy tính được tạo ra để phá vỡ tâm trí của con người, và nó được tạo ra bởi các Knight. Mặc dù cậu làm việc cho họ nhưng cậu thừa nhận không biết nhiều về họ. Cậu sau đó đã hôn Lain trước khi rời đi.                                                                                 |                 |                   |                        |
| 10 | "TÌNH YÊU"      | Masahiko Murata   | 7 tháng 9 năm 1998     |
| Khi cả hai được nhìn thấy đã chuyển đổi cơ thể, Eiri giới thiệu mình với Lain là người tạo ra Protocol Seven, nói rằng Lain không còn cần phải có một cơ thể để được sống. Khi cô trở về nhà trong chính cơ thể mình, Yasuo nói lời chia tay sau khi nhận ra cô biết sự thật đằng sau sự tồn tại của mình. Eiri được coi là Chúa của Wired bởi vì ông giải thích rằng ông được các Knight tôn thờ. Biết được điều này, Lain thỏa thuận với các Knight một lần và mãi mãi bằng cách rò rỉ danh sách tất cả các thành viên của mình lên Wired, để lại dấu vết giết người của Người áo đen. Ngay cả khi các Knight biến mất, Eiri vẫn tuyên bố ông là Chúa của Wired, vì ông nói rằng Lain thực sự tồn tại trong Wired chứ không phải thế giới thực. |                 |                   |                        |
| 11 | "Infornography" | Jōhei Matsuura    | 14 tháng 9 năm 1998    |
| Lain nằm kiệt sức trong phòng và thấy mình được quấn trong dây điện. Sau một hồi tưởng ký ức thực sự dài và phức tạp, được thấy trong suốt bộ phim, Eiri xuất hiện để chúc mừng cô vì đã thành công trong việc tải NAVI xuống não bộ của cô để xem và nghe tất cả những gì đang xảy ra, nhưng cảnh báo cô về "dung lượng phần cứng" của cô và điều đó với cô chỉ đơn thuần là một chương trình máy tính phần mềm tự chủ và khả năng nhận thức của cơ thể con người. Lain sau đó xuất hiện với Alice trong phòng của cô để làm rõ mọi chuyện thêm một lần nữa liên quan đến những tin đồn sai lệch. Lain tuyên bố rằng bây giờ mọi thứ đều có thể, vì các thiết bị không còn cần thiết nữa để vào Wired. Ngày hôm sau, dường như không ai nhớ đến những sự cố được đồn đại và Lain mỉm cười trước sự đồng tình của Alice. |                 |                   |                        |
| 12 | "Tâm cảnh"      | Ryūtarō Nakamura  | 21 tháng 9 năm 1998    |
| Lain chứng kiến bức tường ngăn cách giữa thế giới vật lý và thế giới Wired đã bắt đầu sụp đổ. Những Người áo đen được tiếp cận bởi Nhân viên văn phòng của họ, người cho họ "khoản thanh toán" cuối cùng cho sự phục vụ của họ, bảo họ rời khỏi thị trấn khỏi bất kỳ đường dây điện hoặc vùng phủ sóng vệ tinh nào. Sau khi ông rời đi, cả hai Người áo đen phải chịu cái chết vì hình ảnh Lain khắc trên võng mạc của họ. Alice vào ngôi nhà kỳ lạ của Lain và đi vào trong phòng của cô. Lain giải thích rằng cô thực sự là một chương trình máy tính được thiết kế để phá hủy rào cản giữa hai thế giới. Lain vẫn gắn liền với thực tế là con người không còn cần một cơ thể vật chất để sống, nhưng Alice cho rằng nhịp tim của cô đã chứng minh điều ngược lại. Đột nhiên, Eiri, không thể nhìn thấy bởi Alice, xuất hiện phía sau Lain, cho rằng cô cần phải được "gỡ lỗi". Lain lập luận rằng Eiri chỉ là một "Chúa tự phong", vì cô mới là Nữ thần thực sự của Wired. Eiri trả đũa bằng cách biến thành một hình dạng quái dị để đạt được sức chịu đựng và sức mạnh vô hạn mà cô sở hữu, nhưng Lain đã cố gắng nghiền nát Eiri bằng thiết bị điện tử của mình. |                 |                   |                        |
| 13 | "Bản ngã"       | Ryūtarō Nakamura  | 28 tháng 9 năm 1998    |
| Những nỗ lực của Lain để bảo vệ Alice khỏi Eiri dẫn đến việc làm tổn thương Alice, người bạn thực sự duy nhất của Lain. Để khắc phục điều này, Lain quyết định thực hiện "khôi phục cài đặt gốc" cho cuộc sống của mình, xóa bản thân khỏi ký ức của mọi người. Quẫn trí vì làm như vậy, Lain quyết tâm khám phá hình dạng và danh tính thực sự của mình và có hành động cực đoan. Cô phải đối mặt với chính nhân cách táo bạo hơn của mình, nó nhắc nhở cô rằng Wired không phải là tầng trên của thế giới thực. Sau đó, nhân cách của cô đảm bảo với cô rằng cô là Nữ thần thực sự của Wired, nói rằng cô là một sinh vật ảo toàn năng và toàn diện có thể đi và đến bất cứ nơi nào cô muốn và chỉ nhìn thế giới thực từ xa. Sau khi xóa sổ chính nhân cách của mình, Lain tìm thấy cha mình. Và cả Alice, giờ đã lớn tuổi hơn đi với người yêu của cô, phát hiện ra Lain đang đứng trên cầu vượt, có một số déjà vu về Lain nhưng không nhận ra cô bé là ai. Alice sau đó nói lời tạm biệt, nói rằng cô có thể gặp Lain một ngày nào đó. |                 |                   |                        |

## Phương tiện liên quan

### Artbook
- Omnipresence In The Wired: Bìa cứng, 128 trang với 96 màu với văn bản tiếng Nhật. Nó có một chương cho mỗi lớp (tập) và phác thảo khái niệm. Nó cũng có một manga màu ngắn có tựa đề "The Nightmare of Fabrication". Nó được xuất bản vào năm 1998 bởi Triangle Staff/SR-12W/Pioneer LDC. (ISBN 4-7897-1343-1)
- Yoshitoshi ABe lain illustrations ab# rebuild an omnipresence in the Wired: Bìa cứng, 148 trang. Một phiên bản làm lại của "Omnipresence In The Wired" với phong cách nghệ thuật mới, được thêm vào bởi văn bản của Chiaki J. Konaka, và một phần có tựa đề "ABe's EYE in color of thing" (một bộ sưu tập các bức ảnh về thế giới của ông). Nó được xuất bản tại Nhật Bản vào ngày 1 tháng 10 năm 2005 bởi Wanimagazine (ISBN 4-89829-487-1) và ở Mỹ dưới dạng phiên bản bìa mềm được dịch sang tiếng Anh vào tháng 7 năm 2006 bởi Digital Manga Publishing (ISBN 1-56970-899-1).
- Visual Experiment Lain: Bìa mềm, 80 trang đủ màu với văn bản tiếng Nhật. Nó có các chi tiết về sự sáng tạo, thiết kế và cốt truyện của loạt phim. Nó được xuất bản vào năm 1998 bởi Triangle Staff/Pioneer LDC. (ISBN 4-7897-1342-3)
- Scenario Experiments Lain: Bìa mềm, 335 trang. Bởi "chiaki j. Konaka" (phi tư bản hóa trong bản gốc). Nó chứa các kịch bản được thu thập với các ghi chú và các phân đoạn trích đoạn nhỏ. (ISBN 4-7897-1320-2)

### Nhạc phim
Bản nhạc gốc đầu tiên, Serial Experiment Lain Soundtrack, được thể hiện bởi Reichi Nakaido: chủ đề kết thúc và một phần nhạc của loạt phim truyền hình, bên cạnh các bài hát khác lấy cảm hứng từ loạt phim. Phần thứ hai, Serial Experiment Lain Soundtrack: Cyberia Mix, có các bài hát điện tử lấy cảm hứng từ loạt phim truyền hình, bao gồm một bản phối lại của bài hát mở đầu "Duvet" của DJ Wasei. Phần thứ ba, lain BOOTLEG, bao gồm phần nhạc nền của sê-ri trên bốn mươi lăm bản nhạc. BOOTLEG cũng chứa đĩa dữ liệu và âm thanh ở chế độ mix thứ hai, chương trình đồng hồ và trò chơi, như thể là phiên bản mở rộng của đĩa thứ nhất - có độ dài gấp đôi - trên 57 bản nhạc ở định dạng MP3 128 kbit/s và hiệu ứng âm thanh của loạt phim ở định dạng WAV. Bởi vì từ bootleg xuất hiện trong tiêu đề của nó, nó dễ bị nhầm lẫn với phiên bản giả mạo Sonmay của chính nó, chỉ chứa đĩa đầu tiên trong một định dạng được chỉnh sửa. Tất cả ba album nhạc phim được phát hành bởi Pioneer Records.
Chủ đề mở đầu của sê-ri, "Duvet", được viết lời và hát bằng tiếng Anh bởi ban nhạc rock Bôa của Anh. Ban nhạc đã phát hành bài hát dưới dạng đĩa đơn và là một phần của EP Tall Snake, có cả phiên bản acoustic và bản phối lại của DJ Wasei từ Cyberia Mix.

### Trò chơi điện tử
Vào ngày 26 tháng 11 năm 1998, Pioneer LDC đã phát hành một trò chơi điện tử có cùng tên với anime cho PlayStation. Nó được thiết kế bởi Konaka và Yasuyuki, và được tạo thành một "trình giả lập mạng" trong đó người chơi sẽ định hướng để khám phá câu chuyện của Lain. Bản thân những người sáng tạo đã không gọi nó là một trò chơi, nhưng "Psycho-Stretch-Ware",  và nó đã được mô tả như một loại tiểu thuyết hình ảnh đặc trưng: lối chơi bị giới hạn để mở khóa các mảnh thông tin, sau đó đọc/xem/nghe chúng, với rất ít hoặc không cần câu đố để mở khóa. Lain thậm chí còn xa rời hơn với các trò chơi cổ điển bằng cách xếp các thông tin có thể thu thập được theo thứ tự ngẫu nhiên.  Mục đích của các tác giả là để cho người chơi có cảm giác rằng có vô số thông tin mà họ sẽ phải sắp xếp, và họ sẽ phải làm gì với lượng thông tin ít ỏi để có thể hiểu.  Như với anime, mục tiêu chính của nhóm sáng tạo là để người chơi "cảm nhận được" Lain và "hiểu vấn đề của cô, và yêu quý cô". Sách hướng dẫn cho trò chơi có tên Serial Experiments Lain Official Guide (ISBN 4-07-310083-1) được MediaWorks phát hành cùng tháng.

## Đón nhận

Khu phố của Lain. "Các vũng máu" đại diện cho sự hiện diện của Wired "bên dưới bề mặt" của thực tại.

Serial Experiments Lain được phát sóng lần đầu tiên tại Tokyo lúc 1:15 sáng theo giờ tiêu chuẩn Nhật Bản. Từ "kì lạ" xuất hiện gần như một cách có hệ thống trong các bài phê bình tiếng Anh của loạt phim, hoặc các từ tương đương như "kỳ quái", và "không điển hình", chủ yếu là do sự phóng tác trong khâu hoạt họa và các chủ đề khoa học viễn tưởng khác thường của nó, và do bối cảnh triết học và tâm lý của nó. Các nhà phê bình đã phản ứng tích cực với các đặc điểm chủ đề và phong cách này, và nó đã được trao giải thưởng xuất sắc của Liên hoan nghệ thuật truyền thông Nhật Bản năm 1998 vì "sẵn sàng đặt câu hỏi về ý nghĩa của cuộc sống đương đại" và "triết học lạ thường và những câu hỏi sâu sắc" mà nó đặt ra.
Theo Christian Nutt từ Newtype USA, điểm thu hút chính của loạt phim là quan điểm sâu sắc về "các vấn đề đan xen giữa căn tính và công nghệ". Nutt đã hoan nghênh "thiết kế nhân vật rõ ràng, sắc sảo" của Abe và "nhạc phim hoàn hảo" trong loạt đánh giá năm 2005 của ông, cho rằng "Serial Experiments Lain có thể chưa được coi là một tác phẩm kinh điển thực sự, nhưng đó là bước nhảy vọt mang tính cách mạng hấp dẫn giúp thay đổi tương lai phim hoạt hình."  Anime Jump đã đánh giá nó 4,5/5, và Anime on DVD đã đánh giá nó A+ trên tất cả các tiêu chí cho tập 1 và 2, và sự pha trộn giữa A và A + cho tập 3 và 4. Lain là đối tượng để bàn luận trong thế giới văn học và học thuật. Bách khoa toàn thư kinh dị châu Á gọi đây là "một bộ phim kinh dị tâm lý xuất sắc về tâm linh và thế lực siêu linh của Internet". Nó lưu ý rằng các đốm đỏ hiện diện trong tất cả các bóng trông giống như các vũng máu (xem hình). Nó cũng chú thích cho cái chết của một cô gái trong một vụ tai nạn tàu hỏa là "nguồn gốc của nhiều truyền thuyết ma trong thế kỷ XX", hơn nữa là ở Tokyo.
Tuyển tập Anime Essentials của Gilles Poitras mô tả nó như một bộ anime "phức tạp và có hơi hướng hiện sinh", "thúc đẩy đường viền" cho sự đa dạng của anime vào những năm 1990, bên cạnh Neon Genesis Eveachion và Cowboy Bebop được biết đến nhiều hơn. Giáo sư Susan J. Napier, trong lần đọc của bà năm 2003 của mình cho Hiệp hội triết học Hoa Kỳ có tên là The Problem of Existence in Japanese Animation (xuất bản năm 2005), đã so sánh Serial Experiments Lain với Ghost in the Shell và Spirited Away của Hayao Miyazaki. Theo bà, các nhân vật chính của hai tác phẩm khác vượt qua rào cản; họ có thể quay trở lại thế giới của chúng ta, nhưng Lain thì không thể. Napier hỏi liệu có nơi nào đó khiến Lain nên trở lại, "giữa một 'thực tại' trống rỗng và một 'ảo tưởng' đen tối". Mike Toole của Anime News Network đề cập Serial Experiment Lain là một trong những anime quan trọng nhất của thập niên 1990.
Không giống như anime, trò chơi điện tử thu hút ít sự chú ý từ công chúng. Bị chỉ trích vì lối chơi (thiếu), cũng như "giao diện cồng kềnh", các cuộc đối thoại vô tận, không có âm nhạc và thời gian tải rất lâu,  dù sao nó cũng được nhận xét về đồ họa CG đáng chú ý (và tại thời điểm đó) với hình nền đẹp của nó.
Bất chấp những phản hồi tích cực mà loạt phim truyền hình đã nhận được, Anime Academy đã cho bộ phim này 75%, một phần là do bối cảnh "vô hồn" mà nó có. Michael Poirier của tạp chí EX tuyên bố rằng ba tập cuối không giải quyết được các câu hỏi trong các tập DVD khác. Justin Sevakis của Anime News Network lưu ý rằng bản lồng tiếng Anh là đàng hoàng, nhưng chương trình chỉ dựa rất ít vào đoạn hội thoại mà hầu như không quan trọng.